# Lamprogrammus niger
Lamprogrammus niger är en fiskart som beskrevs av Alcock, 1891. Lamprogrammus niger ingår i släktet Lamprogrammus och familjen Ophidiidae. Inga underarter finns listade i Catalogue of Life.